# Самійлівська сільська рада (Новоазовський район)
| Самійлівська сільська рада — колишній орган місцевого самоврядування у Новоазовському районі Донецької області з адміністративним центром у с. Самійлове. Сільській раді підпорядковані населені пункти: - с. Самійлове - с. Ванюшкине - с. Клинкине - с. Ковське - с. Щербак |

## Склад ради
Рада складається з 16 депутатів та голови.

## Керівний склад сільської ради
| ПІБ                         | Основні відомості                                                         | Дата обрання | Дата звільнення |
| --------------------------- | ------------------------------------------------------------------------- | ------------ | --------------- |
| Андрєєва Наталія Вікторівна | Сільський голова, 1968 року народження, освіта, позапартійна              | 26.03.2006   | 31.10.2010      |
| Андрєєва Наталія Вікторівна | Сільський голова, 1968 року народження, освіта вища, член Партії регіонів | 31.10.2010   |                 |

Примітка: таблиця складена за даними джерела